# Listă de scriitori turci

## B
- Mustafa Balel (1945)

## H
- Nâzım Hikmet (1902-1963)

## P
- Orhan Pamuk (n. 1952)

## T
- Ahmet Hamdi Tanpınar (1901-1962)